# Субкортикальний материнський комплекс
Субкортикальний материнський комплекс (англ. subcortical maternal complex) — структура в цитоплазмі яйцеклітини ссавців, яка розташована одразу під кортикальним шаром. Комплекс містить білки, які відповідають за нормальний розвиток ембріона на стадії бластуляції. Ці білки з'являються ще на ранніх стадіях розвитку яйцеклітини й зберігаються протягом перших кількох клітинних поділів після запліднення. Мутації в генах цих білків призводять до зупинки росту ембріона після початку дроблення.
До складу комплексу в людини обов'язково входять 5 білків:
- OOEP
- TLE6
- NLRP5
- KHDC3L
- PADI6

Також виявлено залучення до комплексу білка NLRP4 і ZBED3.